# Horacio Cartes
Horacio Manuel Cartes Jara (Asunción, 5 juli 1956) is een Paraguayaans zakenman en politicus. Tussen 2013 en 2018 was hij president van Paraguay.
Cartes is lid van de Coloradopartij. Hij is eigenaar van Grupo Cartes, een conglomeraat van meer dan twintig ondernemingen. Van 2001 tot 2012 was hij tevens voorzitter van de voetbalclub Club Libertad.

## Presidentschap
Bij de Paraguayaanse verkiezingen op 21 april 2013 werd Cartes verkozen tot president van Paraguay. Hij werd ingezworen op 15 augustus van dat jaar.
Hoewel een president in Paraguay maar één termijn (van vijf jaar) mag aanblijven, keurde de senaat in 2017 een wet goed die het voor Cartes mogelijk maakte om te worden herkozen. Dit zorgde voor onrust onder de bevolking. Het parlement in de hoofdstad Asunción werd door demonstranten bestormd en er werd brand gesticht. Na de rellen vielen agenten in de ochtend het gebouw binnen van de oppositiepartij PLRA. Daarbij kwam de 25-jarige politicus Rodrigo Quintana om het leven nadat hij was geraakt door een rubberkogel. Cartes ontsloeg later zijn minister van Binnenlandse Zaken en het hoofd van de politie.
Cartes deed uiteindelijk niet mee aan de verkiezingen in 2018. Hij werd als president opgevolgd door zijn partijgenoot Mario Abdo Benítez.